# 콩고 위기
콩고 위기(프랑스어: Crise congolaise 크리세 콩골라스[*])란 1960년부터 1965년까지 콩고 공화국(현 콩고 민주 공화국)에서 벌어진 정치적 위기이자 분쟁기이다. 콩고가 벨기에게 독립한 직후부터 발생한 이 위기는 사실상 콩고 공화국이 모부투 세세 세코의 통치 하에 들어가면서 종료되었다. 일련의 내전으로 이뤄진 콩고 위기는 소련과 미국이 각각 상대 진영을 지원하며 일어난 냉전 시기 대리전 양상으로도 진행되었다. 콩고 위기 기간 대략 10만명이 사망했다고 추정된다.
벨기에령 콩고에서는 식민 통치 종식을 요구하는 민족주의 운동이 일어나 1960년 6월 30일 콩고가 독립했다. 하지만 독립까진 최소한의 준비만 이루어졌고 연방주의, 부족주의, 민족주의와 같은 수많은 문제가 해결되지 않았다. 독립 직후인 7월 초에는 군사 반란이 일어났고 흑인과 백인 민간인 사이에 폭력사태가 발생했다. 벨기에는 피신하는 백인 민간인을 보호하기 위해 군대를 파견했다. 여기에 벨기에군의 지원을 받아 카탕가국과 남카사이국이 분리독립했다. 계속되는 불온사태와 폭력 속에서 유엔이 평화유지군을 파견했지만, 유엔 사무총장 다그 함마르셸드는 레오폴드빌 정부군이 분리주의 세력과 교전할 때 지원을 위해 평화유지군을 사용하는 행위를 거부했다. 가장 민족주의적 세력인 카리스마적 지도자 파트리스 루뭄바 총리는 소련에 지원을 요청했고 소련은 즉각 군사 고문 및 기타 지원을 제공했다.
소련의 개입으로 콩고 정부도 완전히 분열되어 루뭄바 총리와 조제프 카사부부 대통령 사이 권력 교착상태가 발생했다. 당시 루뭄바의 수석군사보좌관이자 육군 중령이었던 모부투는 쿠데타를 일으켜 교착 상태를 돌파해 소련 측 고문을 추방하고 사실상 자신이 통치하는 신정부를 수립했다. 루뭄바는 포로로 잡힌 후 1961년 처형되었다. 앙투안 기젱가가 이끄는 루뭄바 지지자는 콩고 동부의 도시인 스탠리빌에 대립정부인 콩고 자유 공화국을 세웠다. 이 정부는 소련의 지원을 받았으나 1962년 초 붕괴되었다. 한편 1961년 말 함마르셀드 사무총장이 비행기 추락 사고로 사망하자 유엔은 분리주의 세력에 대해 더욱 강경해졌다. 유엔군의 지원을 받은 레오폴드빌 정부는 1963년 초 들어 카탕가와 남카사이 분리주의 운동을 격퇴했다.
카탕가와 남카사이가 다시 정부 통제 하에 들어가면서 화해적인 타협적 헌법이 채택되었고 새 선거가 치러지는 동안 망명했던 카탕가국의 지도자 모이즈 촘베가 임시 행정부 수장으로 올랐다. 하지만 선거가 치러지기도 전에 동부에서 마오주의 영향을 받은 무장 세력인 심바 반군이 일어났다. 심바 반군은 동부 대부분의 영토를 차지하며 스탠리빌에서 공산주의 정부인 "콩고 인민공화국"을 수립했다. 하지만 정부군이 점차 영토를 탈환하면서 1964년 11월 벨기에와 미국은 스탠리빌에 군사적으로 개입하여 심바족에 포로로 잡혀 있던 인질을 구출했다. 심바족은 얼마 지나지 않아 패배하여 정부가 붕괴되었다. 1965년 3월 총선 이후에는 촘베와 카사부부 사이 새로운 정치적 교착 상태가 발생해 정부가 사실상 마비 상태로 빠졌다. 모부투는 1965년 11월 2차 쿠데타를 일으켜 국가를 자신의 것으로 장악했다. 모부투의 통치 아래 콩고(1971년에는 자이르로 국명 변경)는 독재 체제가 되었고 1997년 모부투 정권이 붕괴될 때까지 집권했다.

## 배경

### 벨기에의 통치

벨기에령 콩고(현 콩고 민주 공화국)이 색칠되어 있는 지도

콩고의 식민 통치는 19세기 후반 시작되었다. 벨기에의 국왕 레오폴 2세는 벨기에의 국력과 세력 부족에 무력함을 느끼고 벨기에 정부를 설득해 당시 미개척지였던 콩고 분지 주변의 식민지 확장을 지원하러 시도했다. 이 아이디어에 대해 벨기에 정부는 양면적으로 대응하여 레오폴드는 결국 스스로 식민지를 만들게 된다. 레오폴드의 영지를 경쟁 식민지 세력 사이 유용한 완충국으로 인식했던 여러 서방국의 지원으로 1885년 레오폴드의 개인 식민지였던 콩고 독립국이 국가로 인정받았다. 하지만 세기가 넘어가면서 콩고 원주민에 대한 자유국 관료의 대규모 폭력과 무자비한 경제 수탈 체계로 벨기에에 대한 외교적 압력이 거세졌고, 1908년 벨기에 정부가 식민지를 인수하면서 공식적으로 벨기에령 콩고가 탄생했다.
벨기에의 콩고 통치는 국가, 기독교 선교사, 비공개 회사 3각 이해관계라는 "식민지 삼위일체"(프랑스어: trinité coloniale)를 기반으로 이루어졌다. 벨기에의 상업 이익 특권으로 자본이 때떄로 콩고로 재유입되고 콩고 내 각 지역별로 분업화되는 산업 특성이 나타났다. 많은 경우 정부와 민간 기업간 이해관계가 밀접하게 연관되어 국가가 원주민의 복리증진을 요구하는 여러 세력이나 파업을 파괴하는 파업파괴자 및 기업을 지원했다. 식민지는 중첩되고 계층적으로 조직된 행정구역으로 분할되었으며 보통 식민지 모국 감독 하에 전통적인 지도자가 권위를 가진 지위로 유지되는 간접통치 체계를 선호했던 영국, 프랑스와는 달리 하나로 정해진 "원주민 정책"(프랑스어: politique indigène)에 따라 일관적으로 운영했다. 또한 강경한 인종 분리 정책도 유지되었다. 제2차 세계 대전 종전 후 콩고로 이주한 수많은 백인 이민자가 사회 각계각층에 들어왔지만, 그럼에도 항상 흑인보다 우월한 존재로 취급받았다.
1940~50년대 콩고는 전례 없는 수준의 도시화가 진행되었으며 식민지 행정부는 영토를 "모범 식민지"로 만들기 위한 다양한 개발 계획을 진행했다. 국가 개발의 영향으로 도심 지역에서 유럽화된 아프리카인인 "에볼루에"(Évolué)라는 새로운 중산층 시민이 나오기 시작했다. 1950년대 들어선 콩고는 타 아프리카 식민지보다 두 배 정도 높은 임노동을 보유했다. 또한 우라늄을 포함해 콩고에 있는 풍부한 천연 자원은 냉전이 심화되며 소련과 미국 모두 콩고 지역에 상당한 관심을 가지게 만들었다.

### 정치와 급진화
1950년대 벨기에령 콩고에서는 주로 에볼루에 사이에서 아프리카 내셔널리즘 활동이 발달하기 시작했다. 내셔널리즘 운동은 민족적, 지리적 노선에 따라 크게 나뉘어 서로 대립하는 여러 정당과 단체로 나누어졌다. 이 중 가장 큰 단체인 콩고국민운동(MNC)은 "합리적인" 시간 안에 독립을 달성하기 위해 헌신하는 여러 단체의 통일전선 조직이었다. MNC는 파트리스 루뭄바, 시릴 아둘라, 조셉 일레오 셋이 서명한 헌장을 중심으로 만들어졌으나, 다른 이들은 단체가 너무 온건하다고 비판했다. MNC의 중심 인물은 루뭄바로 1959년 말에는 조직원이 58,000명 규모로 성장했다.

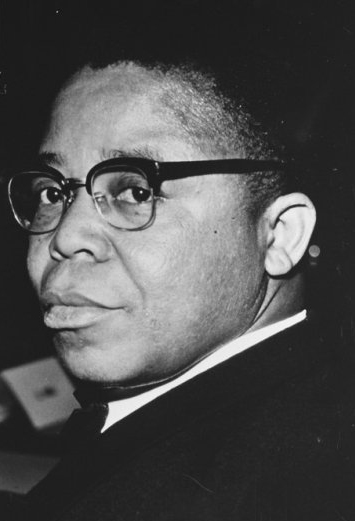
ABAKO 지도자인 조제프 카사부부는 콩고 민주 공화국의 초대 대통령이 되었다.

MNC의 주요 경쟁단체로는 조제프 카사부부가 이끄는 바콩고 동맹(ABAKO)으로 즉각적인 독립과 지역 정체성 강화를 중심으로 MNC보다 훨씬 급진적인 이념을 지녔다. ABAKO는 MNC보다 더욱 민족주의적 입장으로 독립된 콩고는 식민지 이전 시대인 콩고 왕국을 이어받은 콩고족이 통치해야 한다고 주장했다. 모이즈 촘베가 지도자인 카탕가족 연합(CONAKAT)은 콩고에서 3번째로 큰 단체이자 지역주의 단체로 연방주의를 지지했고 주로 콩고 남부 지방인 카탕가주의 이익을 대변했다. 여기에는 급진주의적인 아프리카인 연대당(PSA)과 소수민족의 이익을 대변하는 얀지족 연합(ABAZI) 등 각 민족의 민족주의 운동이 등장하며 생겨난 여러 소규모 단체가 합류했다.
MNC는 아프리카 내셔널리즘 정당 중 가장 큰 정당이었지만 여러 문제에 대해 서로 다른 입장을 취하는 파벌로 나눠져 있었다. 시간이 갈수록 온건 에볼루에와 급진적인 대중 당원 사이 간극이 벌어지기 시작했다. 일레오와 알베르트 칼론지가 이끄는 급진파는 1959년 7월 분당했지만 다른 MNC 당원의 대량 탈당을 이끌진 못했다. 이렇게 떨어져 나간 파벌을 MNC-칼론지파(MNC-K), 다수 파벌은 MNC-루뭄바파(MNC-L)로 부르기 시작했다. 당의 분열로 지지 기반은 루뭄바파의 경우 동북쪽 스탠리빌 지역에 남았으며, 칼론지파의 경우 남부의 엘리자베트빌 주변과 루바족으로 나눠졌다.
1959년 1월 4일 콩고의 수도인 레오폴드빌에서 정치적 시위가 폭력적으로 변하면서 대규모 소요사태가 일어났다. 식민지 국가 헌병대인 콩고 공안군이 진압에 무력을 사용하면서 최소 49명이 사망했으며 총 사상자는 500명 이상으로 추정된다. 이로서 내셔널리즘 정당의 영향력이 처음으로 대도시 밖으로 확산되었고 민족주의 시위와 소요사태가 다음 해부터는 매번 일어나면서 에볼루에 외의 다른 계급의 흑인에서도 독립운동에 참여하기 시작했다. 많은 흑인이 납세를 거부하거나 사소한 식민지법을 준수하지 않으며 식민 체제를 시험하기 시작했다. 하지만 ABAKO 구성원 대부분이 체포되어 MNC가 유리한 입장에 놓여졌다.
이런 상황으로 백인 공동체도 더욱 불안정해졌다. 일부 백인은 질서를 회복하기 위해 군정 체제를 기대했고, 일부는 식민지 정부에 강한 단속을 청원하기도 했다. 법과 질서가 무너지기 시작하자 백인 민간인은 "유럽인 자유군단"(Corps de Voluntaires Européens)으로 알려진 민병을 결성해 구역의 치안을 맡았으나 이 단체는 3월 25일 불법화되었다.

### 독립

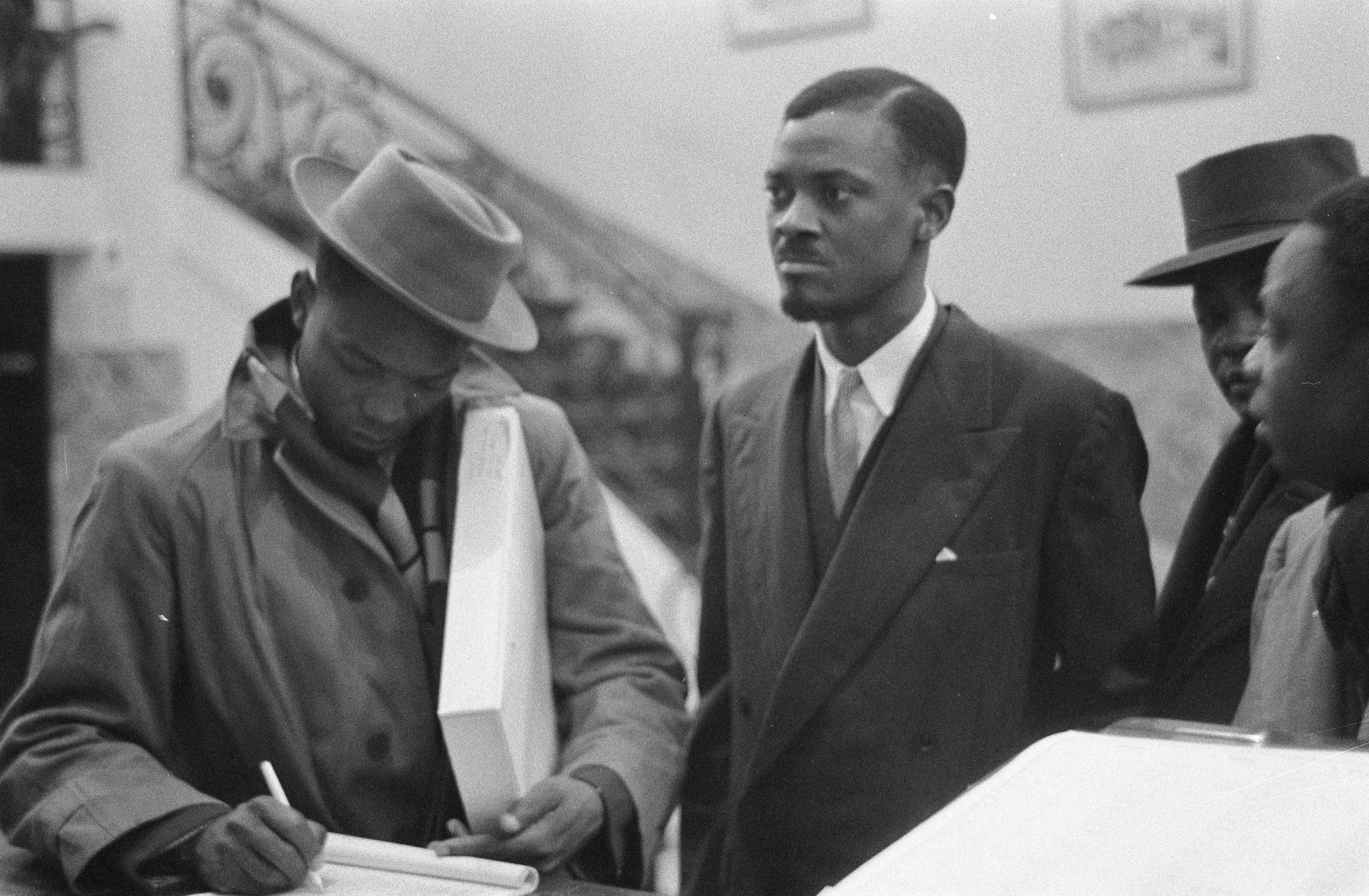
1950년 브뤼셀에서 열린 벨기에-콩고 원탁회의에 참여한 MNC-L의 지도자이자 초대 콩고 총리인 파트리스 루뭄바

레오폴드빌 소요사태의 여파로 콩고의 미래에 대한 벨기에 의회 실무단의 보고서가 발표되었다. 보고서에서는 "내부 자치"에 대한 강력한 요구에 주목했다. 당시 식민장관이었던 아우휘스트 더스리버르는 1960년 1월 브뤼셀에서 콩고의 모든 주요 정당(ABAKO, PSA, CONAKAT, ABAZI 및 MNC 루뭄바 및 칼론지 파벌 양 쪽 다 포함)의 지도자가 전부 참석한 벨기에-콩고 원탁회의를 열었다. 스탠리빌 소요사태 이후 체포되었던 루뭄바는 회의를 앞두고 석방되어 MNC-L 대표단으로 참석했다. 벨기에 정부는 독립까지 최소한 30년의 기간을 두고 준비하자 주장했지만 회의에서 콩고 측의 압력으로 1960년 6월 30일 독립하기로 결정되었다. 하지만 대표단은 연방주의, 민족성 및 콩고 문제에서 벨기에의 향후 역할에 대한 합의를 가지지 못했다.
벨기에인은 루뭄바를 공산주의자라 비난하고 내셔널리즘 운동을 분열시키기 위해 CONAKAT과 같은 민족주의 기반 경쟁단체를 지지하는 운동을 시작했다. 많은 벨기에인은 독립 콩고가 프랑스 공동체나 영연방와 같이 모국과 연방에 합류하여 벨기에와 경제적, 정치적으로 긴밀한 연합이 계속되길 바랐다. 독립이 다가오면서 벨기에는 1960년 5월 총선을 실시했다. 총선 결과 MNC가 제1당이 되었다.
독립 콩고 공화국 선포와 식민통치의 종말은 1960년 6월 30일 예정대로 이루어졌다. 레오폴드빌의 국가궁에서 열린 기념식에서 벨기에 보두앵 국왕은 연설을 통해 콩고 식민통치의 종식이 레오폴 2세가 시작한 벨기에의 "문명화 임무"의 마침표라고 선언했다. 국왕의 연설 후 루뭄바는 예정에 없던 연설을 통해 식민주의를 공격하고 독립을 아프리카 내셔널리즘 최고의 성공이라고 말했다. 루뭄바의 연설은 맬컴 엑스 같은 인물에겐 찬사를 받았지만 벨기에와의 외교적 국제 분쟁을 일으킬 뻔했고 일부 콩고 정치인도 불필요했고 지나치게 도발적인 연설이라고 비판했다. 그럼에도 콩고 전역에서 독립 축하 행사가 정상적으로 진행되었다.
새로 독립한 콩고는 정치적으로 흔히 "로이 퐁다멘탈"(Loi Fondamentale)이라 불린 이원집정부제로 대통령과 총리가 각각 권력을 분점한 양원제 체계이다. 카사부부는 콩고의 대통령으로, 루뭄바는 콩고의 총리가 되었다. 하지만 CONAKAT이나 다른 단체의 반대에도 전체적으로 헌법은 중앙집권형으로 되어 있어 레오폴드빌의 중앙정부에 권력이 집중되어 있었으며 지방 수준에서는 가지고 있는 권력이 거의 없었다.

## 위기의 시작

### 공안군 반란, 인종 폭력 및 벨기에의 개입
콩고가 독립을 선포했지만 벨기에 정부와 콩고 정부 양 측 모두 식민지 시절 사회질서가 즉시 종식되길 원하지 않았다. 벨기에 정부는 백인이 자신의 지위를 영원히 유지하기를 희망했다. 콩고 공화국은 독립 후에도 콩고 공안군과 같은 식민지 시절 기관에 의존해 일상적인 행정기능을 수행했으며, 적절한 자격을 갖춘 흑인 콩고인이 없어 벨기에인이 도입한 백인 기술 전문가가 마땅한 대안 없이 그대로 유지되어 온 상황이었다. 많은 콩고인은 독립이 가시적이며 즉각적인 사회 변화가 일어날 것이라 생각해 여전히 백인이 상류층 지위를 유지하는 데 분노했다.
"독립은 정치인과 민간인에게 변화를 가져옵니다. 하지만 여러분에겐 어떤 것도 바뀌지 않을 것입니다... 어떤 새 주군도 역사상 아프리카에서 가장 조직적이고 많은 승리를 거둔 군 체계를 바꿀 수 없습니다. 정치인은 여러분에게 거짓말을 했습니다." 
공안군의 벨기에인 사령관인 중장 에밀 얀센은 콩고의 독립이 지휘권의 변화를 뜻한다고 보지 않았다. 독립 축제 다음 날 얀센은 레오폴드빌 주둔지에 흑인 부사관을 집합시키고 자신의 지휘 하에 있는 한 상황은 현상유지라고 말하면서 칠판에 "독립 이전=독립 이후"라고 요점을 요약해 썼다. 이 메시지는 독립과 함께 빠른 진급과 급여 인상을 원했던 병사들 사이에서 받아들여지지 못했다. 1960년 7월 5일 티스빌 인근의 캠프 하디에서 여러 부대가 백인 장교에 대항해 군사 반란을 일으켰다. 이 반란은 다음 날 레오폴드빌로 퍼졌고 나중엔 콩고 전국의 주둔지에 퍼져나갔다.
얀센이 원한대로 반군에 맞서 벨기에인 부대를 배치하는 대신 루뭄바는 얀센을 해임시키고 공안군을 "콩고 국민군"(ANC)로 개칭했다. 모든 흑인 병사는 최소 한 계급 이상 승진했다. 빅토르 룬둘라는 원사에서 소장으로 바로 승진하여 얀센 대신 새 국민군 지휘관으로 임명되었다. 동시에 전 원사이자 루뭄바의 측근 보좌관인 모부투 세세 세코가 육군참모총장에 임명되었다. 루뭄바가 카사부부가 레오폴드빌과 티스빌에 직접 방문해 반란군에게 무기를 내려놓으라고 설득하며 정부는 반란을 막으러 시도했지만 대부분 지역에서 군사 반란이 격화되었다. 각지에서 백인 장교와 민간인이 공격받았고 백인 소유 재산이 약탈당했으며 백인 여성은 강간당했다. 벨기에 정부는 특히 이웃국으로 백인 난민이 유입되기 시작하면서 상황에 깊은 우려를 보이기 시작했다. 국제 언론은 벨기에의 선전으로 독립 이전 콩고 상황에 대한 세계관이 평화, 안정, 정부의 강력한 통제라는 인식만 가지고 있었기 때문에 이런 콩고의 질서가 갑자기 무너진 것에 큰 충격을 받았다.

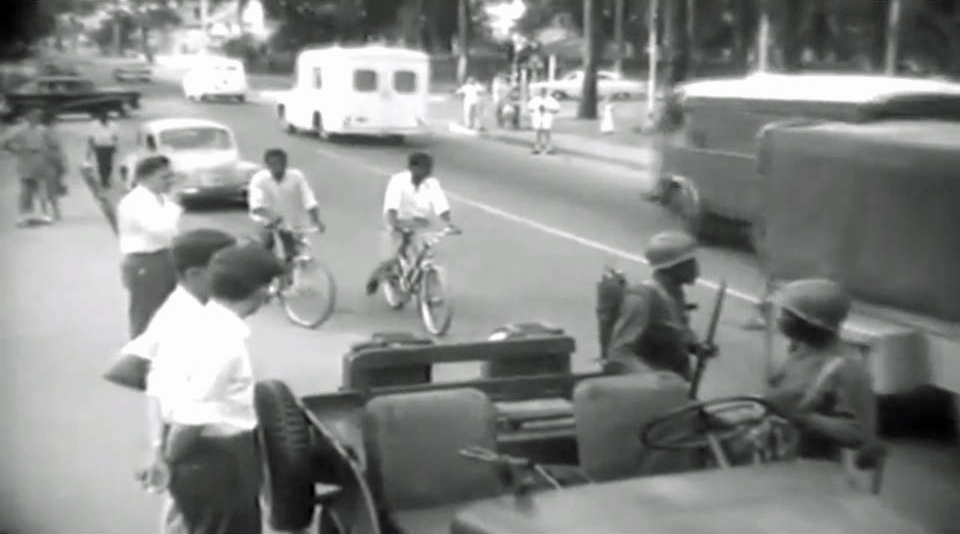
1960년 레오폴드빌의 공안군 모습

루뭄바의 입장은 벨기에인에게 이전에 있었던 급진주의적이다는 우려가 현실이라는 생각을 가지게 만들었다. 7월 9일 벨기에는 콩고 정부의 허가 없이 카발로와 기타 지역에 낙하산병을 배치해 도망치는 백인 민간인을 보호했다. 벨기에의 개입으로 카사부부와 루뭄바 사이 의견이 갈라져 카사부부는 벨기에의 작전을 받아들었지만 루뭄바는 이를 비판하고 "모든 콩고인은 공화국을 위협하는 자로부터 공화국을 수호해야 한다"고 주장했다. 한편 《타임》 지에 따르면 벨기에 낙하산병은 "마주치는 길 잃은 아프리카인을 구타하며 콩고 군인을 무장 해제하고 체포"했으며 심지어 자의적으로 콩고 민간인에게 발포했다.
루뭄바의 요청으로 항구 도시인 마타디에 있는 백인 민간인은 7월 11일 벨기에 해군의 보호를 받고 대피했다. 이후 벨기에 군함이 도시를 포격해 최소 민간인 19명이 사망했다. 이 사건으로 콩고 전역에 다시 백인을 향한 공격이 일어났고 벨기에군은 레오폴드빌을 포함한 콩고 여러 도시와 마을에 진입해 콩고군과 충돌했다. 이후 벨기에 정부는 벨기에인 관료를 유럽 본토로 돌려보낸다고 발표했고 콩고의 1만명 가량 되는 유럽인 공무원 대부분이 탈출을 시작해 콩고 정부가 혼란에 빠졌다. 콩고 전국에 퍼진 무질서에 행정 부처 대부분은 기능을 정지했다.

### 카탕가와 남카사이의 분리독립

1960년 분리독립을 선언한 카탕가국의 국기

1960년 7월 11일 CONAKAT의 지도자인 모이즈 촘베는 콩고 남부의 카탕카주를 독립국인 카탕가국이라고 선포하고 수도를 엘리자베트빌, 대통령을 자신으로 발표했다. 광물이 풍부한 카탕가 지역은 전통적으로 콩고 타 지역보다 이웃한 북로디지아(이후 로디지아 니아살랜드 연방이 됨)의 구리 벨트와 경제적으로 더 긴밀한 관계를 가졌으며 이런 경제적 중요성 때문에 콩고 나머지 지역과는 별도로 벨기에인이 독자적인 행정 체계를 구축했다. 또한 CONAKAT는 카탕가인이 다른 콩고인과 인종적으로 구분된다고 주장했다. 분리독립을 한 이유로는 카탕가 분리주의자가 광산 운영으로 창출된 부를 더 많이 지키고 콩고 다른 곳과 나누지 않으러는 반발심 때문도 있었다. 그 외에 CONAKAT는 콩고 중부와 북동부 지역의 법치가 붕괴되었다고 주장했다. 카탕가의 분리독립을 발표하며 촘베는 "우리는 혼돈으로부터 분리되었다"라고 말했다.

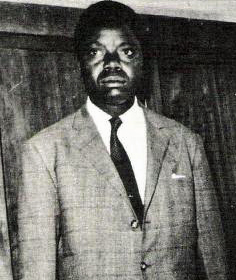
분리독립한 카탕가국의 대통령인 모이즈 촘베

카탕가국의 최대 광산 회사인 상카탕가 광산 연합(UMHK)은 벨기에 통치 말기 MNC가 독립 후 회사 자산을 국유화할 수 있다는 우려 속에서 CONAKAT를 지원하기 시작했다. UMHK는 벨기에 정부와 밀접한 관계를 둔 브뤼셀에 본사를 가진 대형 지주회사인 소시에테 제네랄 판 벨기케(SGB)가 대부분을 소유했다. UMHK의 지원을 받은 벨기에 정부는 카탕가국에 군사 지원을 제공하고 해당 지역의 백인 공무원에게는 현직을 유지하라고 명령했다. 또한 촘베는 카탕가군을 정비하고 지원하기 위해 남아프리카와 로디지아 등지에서 온 백인 용병을 모집했다. 카탕가국은 벨기에의 많은 지원을 받았지만 어떤 국가로부터도 공식적인 국가승인을 받지 못했다. 카탕가국의 분리독립은 통일된 국가의 대표적인 옹호론자였던 레오폴드빌 중앙정부의 "근본적인 약점"을 강조시켰다.
카탕가가 분리독립한지 한 달도 되지 않은 8월 8일, 카탕가에서 북쪽으로 약간 떨어져 있는 카사이주에서도 바쾅가라는 도시를 중심으로 남카사이 광산주가 중앙정부로부터 자치권을 가지겠다고 선언했다. 남카사이는 카탕가보다는 훨씬 작았지만 광산 밀집 지대이다. 남카사이국은 대부분이 루바족으로 구성되었으며 자칭 대통령인 알베르트 칼론지는 콩고 나머지 지역에서 심각한 루바인에 대한 박해로 분리독립을 선언했다고 주장했다. 남카사이 정부는 또 다른 벨기에 광산회사인 포미녜르(프랑스어: Forminière)에게 지원받는 대가로 기타 경제적 이권을 회사에게 양보했다. 카탕가와 남카사이의 통제권이 사라진 레오폴드빌 중앙정부는 한번에 수입의 40%가 사라졌다.

### 외국의 반응과 유엔의 개입
분리독립한 국가를 벨기에가 지원한다는 불안감으로 유엔 내에서는 콩고에 벨기에군을 모두 철수시켜야 한다는 요구가 이어졌다. 당시 유엔 사무총장 다그 함마르셸드는 이 위기가 평화 유지 활동의 힘을 입증할 수 있는 기회라고 생각하고 유엔 지휘 하에 다국적 평화 유지군을 콩고에 파견하자고 제안했다. 7월 14일 유엔 안전 보장 이사회는 결의안 제143호를 통과시켜 콩고에서 벨기에군의 완전 철수와 유엔 지휘 하의 부대로 교체를 촉구했다.

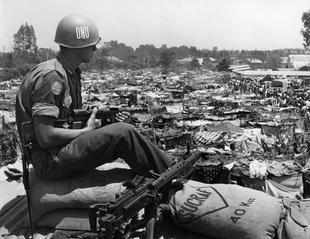
콩고에 배치된 스웨덴 평화유지군의 모습. 유엔은 콩고에 UNOC라는 활동단으로 다국적군을 배치했다.

콩고 내에 유엔 콩고 활동단(UNOC)이 도착하자 처음에는 유엔이 분리독립 국가를 진압하는 데 도움을 줄 것이라 생각했던 루뭄바와 중앙정부의 환영을 받았다. 하지만 UNOC의 초기 임무는 법치 유지에만 한정되었다. 분리독립을 내정 문제로 간주한 함마르셸드 사무총장은 유엔군을 이용해 콩고 중앙정부를 지원하길 거부했으며, 만일 개입시 유엔의 공정성을 잃고 콩고의 주권이 침해된다고 주장했다. 또한 루뭄바는 드와이트 D. 아이젠하워의 미국 정부에게도 지원을 요청했으나 미국은 일방적인 군사 지원을 거부했다. 이에 루뭄바는 소련을 통해 무기, 병참, 물질적 지원을 받기로 결정했다. 소련 군사고문단 약 1천명이 콩고로 상륙했다. 루뭄바의 행동은 소련의 개입이 뜻하는 바를 두려워하는 정부 나머지 인원, 특히 카사부부와의 거리를 벌려놓았다. 또한 미국도 소련과 동맹을 맺은 콩고를 통해 중앙아프리카에서 공산주의가 크게 확장할 수 있는 기반이 될 수 있다고 경계했다.
소련의 지원으로 ANC 부대 2천명이 남카사이를 향한 대대적인 공세를 시작했다. 공세는 성공했지만 공격 과정에서 ANC는 루바족과 룰라족 사이 내분에 개입했다. 여기에 루바족 민간인을 대량 학살했다. 이 학살로 3천명 가량 사망했다. 공세에서 발생한 폭력사태로 루바족 민간인 수천명이 고향을 떠나 난민이 되었다.
소련의 개입은 미국을 놀라게 했다. 미국의 아이젠하워 정부는 벨기에의 비판을 따라 오랫동안 루뭄바가 공산주의자이며 콩고가 전략적으로 소련의 종속국이 될 수 있다고 믿었다. 1960년 8월 미국 중앙정보국(CIA) 요원은 "콩고가 전형적인 공산주의자의... 정권 탈취" 상태이며 콩고가 쿠바의 길을 따를 수 있다고 경고했다.

## 정치적 붕괴

### 중앙 정부의 분열과 모부투의 1차 쿠데타

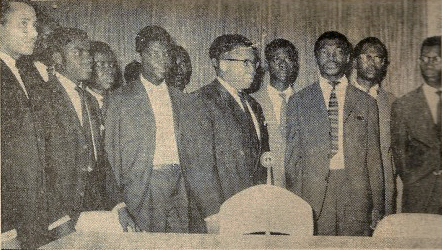
1960년 9월 모부투가 설치한 총사령부의 각 위원과 카사부부가 함께 있는 모습

루뭄바의 소련을 향한 지원 호소는 정부를 분열시켰고 루뭄바를 끌어내리러는 서방 국가의 압력이 거세졌다. 또한 촘베와 칼론지는 온건주의자이자 연방주의자일 것이라 믿었던 카사부부에게 루뭄바의 중앙집권화에 반대하고 분리 독립 문제를 해결해 달라고 호소했다. 한편 모부투는 군대를 사실상 장악하고 해외 원조 제공과 승진을 특정 부대와 장교에게만 전달하여 충성을 확보했다.
1960년 9월 5일 카사부부는 국영 라디오를 통해 남카사이에서 발생한 학살을 이유로 미국의 지원을 약속하며 루뭄바를 일방적으로 총리직에서 해임했다고 발표했다. 콩고 주재 미국 UN 대표인 앤드류 W. 코디에는 루뭄바 총리와의 연락망을 끊고 MNC-L의 조직적인 반응 보도를 막기 위해 자신의 지위를 이용했다. 하지만 의회 양원 모두가 루뭄바를 지지하고 카사부부의 행동을 비판했다. 루뭄바는 카사부부를 대통령직에서 해임을 시도했지만 이에 대한 지지를 얻지 못하면서 헌정위기가 촉발되었다. 표면적으로 양 권력의 교착상태를 해결하기 위해 모부투는 무혈 쿠데타를 일으켜 카사부부와 루뭄바 정권을 저스틴 봄보코가 이끄는 대학 졸업생 패널로 이루어진 "대학 총위원회"(프랑스어: Collège des Commissaires-généraux)로 바꾸었다. 소련 군사고문관은 모두 콩고 밖으로 나가라는 명령을 받았다. 쿠데타는 정치인이 통제를 재개하기 전까지 냉각 시간을 강제로 가지도록 하기 위한 것이라고 주장했다. 하지만 실제로 모부투는 가나 유엔군과 ANC 병력의 보호를 받고 가택연금에 처한 루뭄바에 맞서 카사부부의 편을 들었다. 카사부부는 1961년 2월 모부투의 힘으로 대통령에 재집권했다. 쿠데타 이후부터 모부투는 콩고 정치 막후에서 막강한 권력을 행사할 수 있었다.

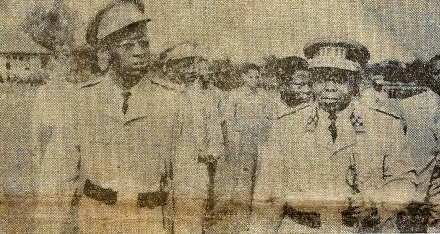
1961년 모부투 장군(왼쪽)과 카사부부 대통령(오른쪽)이 함께 있는 모습

카사부부의 복권 이후 콩고의 각 파벌 간 화해 시도가 있었다. 촘베는 분리독립 상황을 종식하고 콩고의 연방제를 형성하기 위한 협상을 시도했다. 타협 합의가 이루어졌지만 카사부부와 촘베 사이의 개인적인 적대감으로 협상이 결렬되며 효력이 발휘되진 못했다. 1961년 7월에는 화해 시도로 시릴 아둘라가 이끄는 신정부를 바탕으로 루뭄바와 남카사이 파벌 대표가 모였지만 카탕가 파벌과의 화해에는 실패했다.
한편 MNC-L 당원은 스탠리빌로 도망쳐 앙투안 기젱가의 지휘 하에 1960년 11월 레오폴드빌의 중앙 정부에 적대하는 새로운 정부인 스탠리빌 정부를 수립했다. 기젱가 정부는 소련과 중국을 포함한 일부 국가에서 콩고의 공식 정부로 인정받았으며 중앙정부군의 7천명과 비교해 약 5,500명에 달하는 병력을 모았다. 하지만 유엔의 압력으로 기젱가 정부는 1962년 1월 기젱가가 체포되면서 정부가 붕괴되었다.

### 루뭄바의 살해

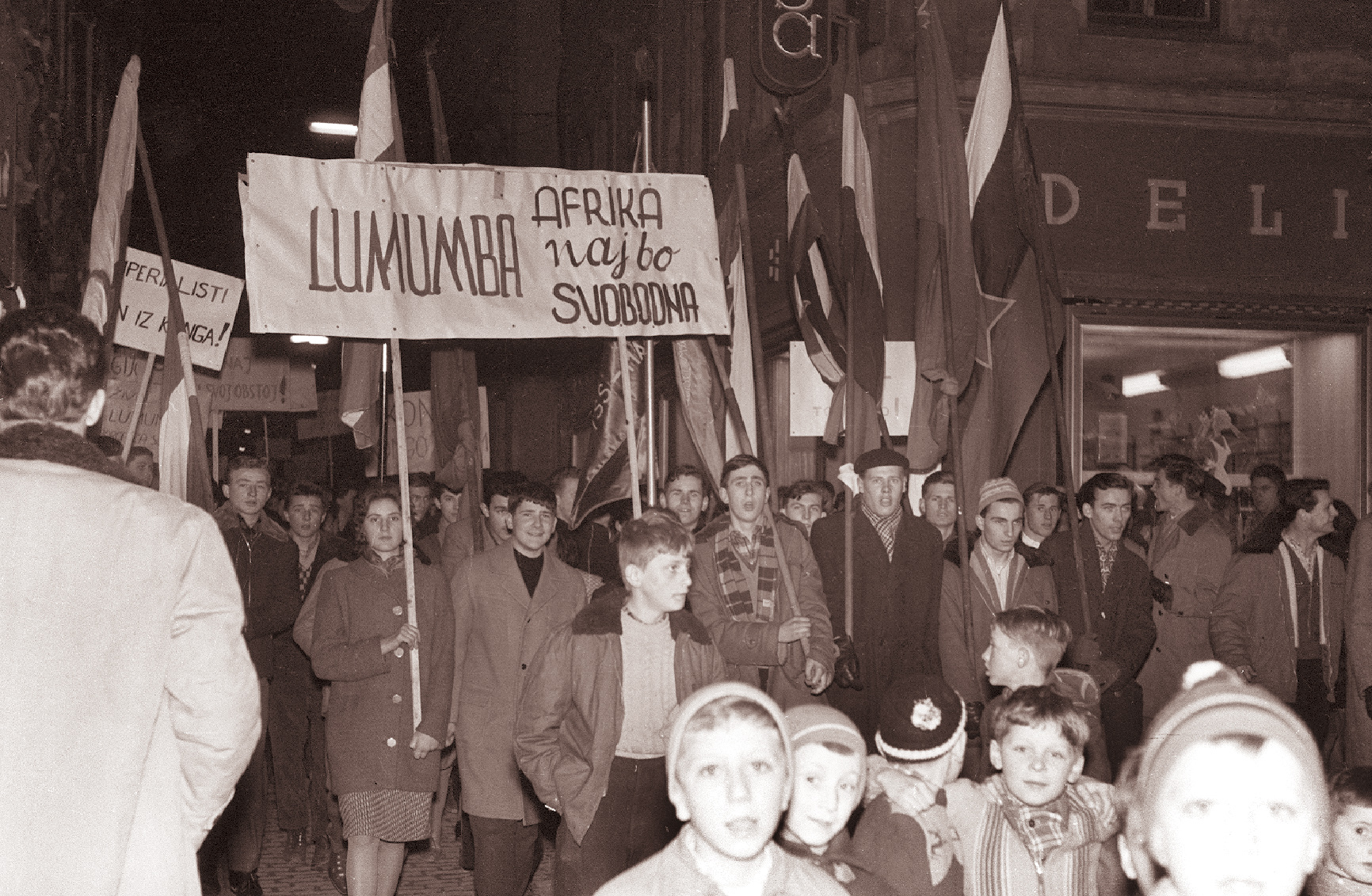
1961년 2월 유고슬라비아 사회주의 연방공화국 마리보르의 친루뭄바 시위대

루뭄바는 가택 연금 상태에서 탈출해 지지세력을 결집시킬 수 있다고 생각한 스탠리빌을 향해 동쪽으로 도망쳤다. 모부투군에게 쫓기던 루뭄바는 1960년 12월 1일 로디에서 체포되어 손이 묶인 채 레오폴드빌로 되돌아왔다. 유엔은 카사부부에게 적법절차를 밟으라고 요청했지만 소련은 체포에 유엔의 책임이 있다고 비판하고 루뭄바의 석방을 요구했다. 1960년 12월 7일 열린 유엔 안보리에서 소련은 루뭄바의 즉각 석방, 콩고 정부 수장으로의 복귀, 모부투군의 무장 해제를 요구하는 결의안을 제시했고 회의했다. 1960년 12월 14일 루뭄바 지지 결의안은 8-2로 부결되었다. 여전히 포로로 잡혀 있던 루뭄바는 고문을 당하고 티스빌로 이송된 후 카탕가국으로 넘어가져 촘베 세력에게 사로잡혔다. 1961년 1월 17일 루뭄바는 엘리자베트빌 인근에서 카탕가군에게 처형되었다.
2월 13일에 발표된 처형 소식으로 전 세계가 들끓었다. 유고슬라비아 주재 벨기에 대사관은 베오그라드의 시위대에게 공격받았고, 런던과 뉴욕에서도 폭력 시위가 발생했다. 직후 동부주의 초대 대통령인 장피에르 피낭을 포함한 친루뭄바파 7명이 "루바 민족에 대한 범죄"로 남카사이에서 처형되었다. 기젠가국 군인은 보복으로 루뭄바의 반체제 인사인 알폰세 송골로 통신부 장관을 포함한 정치범 15명을 총살했다.

### 유엔 활동의 확대와 카탕가국의 종말
1960년 7월 유엔의 첫 결의안 이후 점차 더 강력한 조건으로 카탕가 내에서 벨기에군 및 용병의 완전한 철수를 요구하는 추가 결의안을 발표했다. 1961년 ONUC는 2만명의 병력으로 구성되었다. 콩고 내 유엔군은 어느 편도 들진 못했지만 ONUC군은 외국인 용병을 만나면 체포해야 하는 의무가 있었다. 1961년 9월 모르터 작전(Morthor) 중 폭력 없이 카탕가 용병을 구금하러던 시도가 틀어져 총격전이 발생했다. 9월 중순에는 아일랜드 유엔군 중대가 자도빌 인근에서 6일간의 포위전 이후 수적으로 우세한 카탕가군에게 포로로 잡히면서 ONUC의 공정성에 관한 주장이 약화되었다. 카탕가는 아일랜드인을 전쟁포로로 잡기 시작했고 이는 유엔 임무단과 그 지지세력을 당황하게 만들었다.

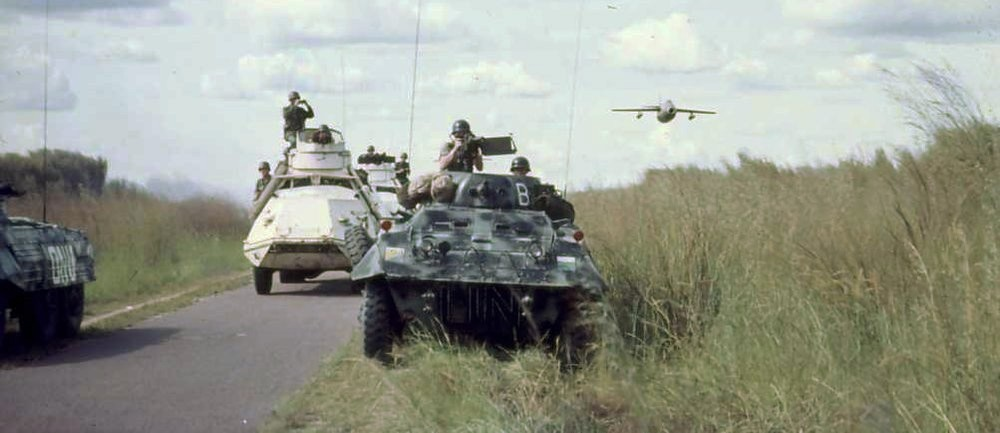
카미나 마을로 진군하는 스웨덴 ONUC군 모습

1961년 9월 18일 함마르셸드 사무총장은 콩고 국경 너머 북로디지아의 은돌라로 날아가 유엔군과 카탕가군 사이 정전 협정을 중재하러 시도했다. 하지만 함마르셸드가 탄 비행기가 은돌라 공항에 착륙하기 직전 추락해 탑승자 전원이 사망했다. 콩고에서 온건 정책을 추구하는 함마르셸드와는 반대로 후임자인 우 딴 사무총장은 분쟁에 직접 개입하는 보다 급진적인 정책을 지지했다. 카탕가국은 10월 중순 포로로 잡은 아일랜드 군인을 휴전 협상의 일환으로 석방했으며 ONUC는 군대를 철수하기로 합의했는데 이는 촘베의 선전 쿠데타였다. 협상 결렬에 따라 미국의 유엔 임무단 지원이 재개되고 1961년 11월 포트엠파인에서 이탈리아 유엔군 조종사 10명을 살해하는 사건이 발생하면서 국제적인 상황 해결 요구가 강해졌다. 1962년 4월 유엔군은 남카사이를 점령했다. 1962년 9월 29일~30일 사이 밤 남카사이군 사령관은 칼론지 정권에 맞서 바쾅가에서 쿠데타를 일으켰다. 1962년 10월 5일 정부군은 쿠데타군 지원을 위해 바쾅가에 도착하고 마지막으로 남은 칼론지 충성파군을 제압하며 남카사이 분리독립 세력이 멸망했다.

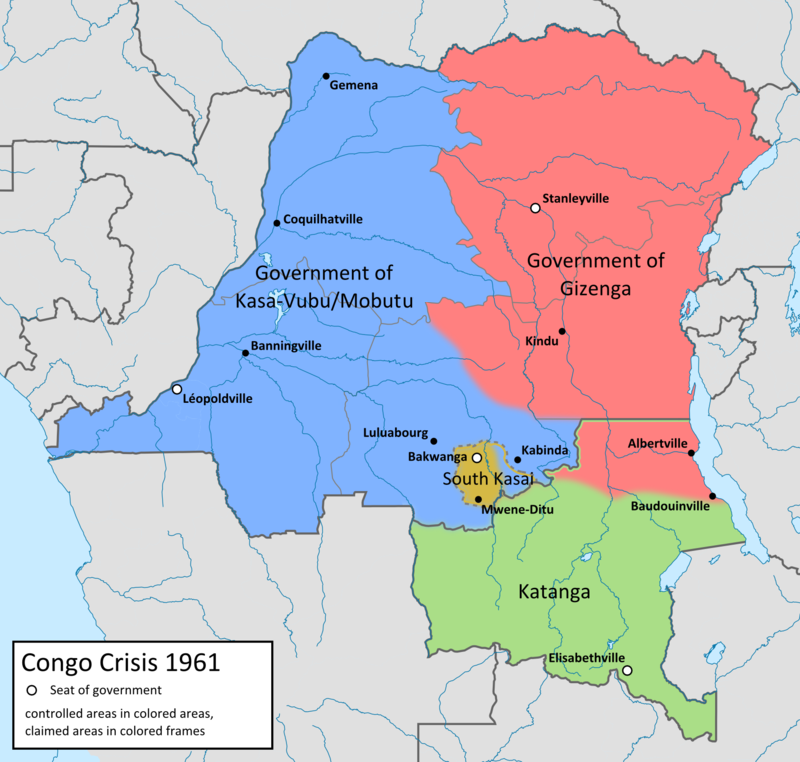
1961년 콩고의 각 세력 분포를 그린 지도

1961년 11월 발표된 안보리 결의안 제169호에서는 콩고에서 악화되는 인권 상황에 대응하고 전면적인 내전 발발을 막기 위해 ONUC에 대응할 것을 촉구했다. 결의안에서는 카탕가의 국가 수립 주장을 "완전히 부정"하고 ONUC 부대가 "콩고 중앙정부의 법치 회복 및 유지"를 위해 모든 무력을 사용할 수 있도록 승인했다. 카탕가 측은 추가로 도발했고 이에 대응해 ONUC는 우노캇 작전을 시작해 카탕가국의 도로 차단을 해제하고 엘리자베트빌 주변 전략적 장소를 점령하기 시작했다. 국제적인 압력을 맞은 촘베는 1961년 12월 키토나 선언을 받아들여 중앙정부의 권력과 국가 헌법을 받아들이고 카탕가의 독립에 관한 모든 주장을 포기한다는데 원칙적으로 동의했다. 하지만 선언 이후 촘베와 아둘라 사이 회담이 교착 상태에 빠지면서 카탕가군이 여전히 UN군을 괴롭혔다. 하지만 줄어드는 지원과 벨기에의 카탕가 지원에 대한 부정적 인식 확산은 카탕가국이 무기한 생존할 수 없다는 사실을 보여주었다. 1962년 12월 11일 벨기에 외무장관 폴앙리 스파크는 유엔이나 벨기에 중앙정부가 무력을 통해 카탕가국 분리독립 사태를 끝내러 시도할 경우 벨기에 정부가 지원하겠다고 선언했다.
1962년 12월 24일 유엔군과 카탕가군이 엘리자베트빌 인근에서 충돌하며 전투가 발생했다. 휴전 협상이 결렬된 후 유엔군은 그랜드슬램 작전으로 엘리바제트빌을 점령하며 촘베에게 콩고 밖으로 망명하라고 촉구했다. 얼마 지나지 않아 휴전 협상이 타결되었다. 또한 인도 유엔군은 명령받은 범위를 넘어서 자도빌을 점령해 카탕가 충성파가 재편성되는 일을 막았다. 점차 유엔군이 카탕가 나머지 지역도 점령했고 1963년 1월 17일 촘베파의 마지막 거점인 콜웨지가 함락되며 카탕가 분리독립 사태가 종식되었다.

### 정치적 화해 시도

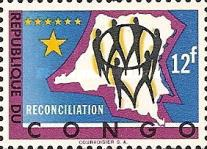
1963년 카탕가국 분리독립 사태 종결 이후 콩고의 각 정파간 '화해'를 기념하는 우표

카탕가국 분리독립 사태가 끝난 후 여러 정치 세력을 화해시키기 위한 정치 협상이 시작되었다. 이 협상에는 이웃한 브라자빌 콩고의 반체제 루뭄바 세력과 기타 셔릭이 모인 에미그레(Émigré) 정치단체인 민족해방위원회(CNL)가 결성한 시점과 일치했다. 협상에서 새로운 권력의 균형을 맞추기 위해 헌법이 작성된 도시의 이름을 딴 룰루아부르크 헌법으러 알려진 신헌법이 탄생했다. 신헌법에서는 대통령의 권한을 강화해 대통령제로 바꾸어 대통령-총리 둘의 이원집정부제 집권방식을 폐기했고, 대신 각 지방자치단체 격인 주를 6개에서 총 21개로 늘려 자율성을 강화해 연방주의자를 달랬다. 또한 헌법에서는 국명을 "콩고 공화국"에서 "콩고 민주 공화국"으로 바꿨다. 이 신헌법은 1964년 6월 제헌 국민투표에서 통과되었고 새 총선을 위해 의회가 해산되었다. 카사부부는 추방되었던 카탕가의 지도자인 촘베를 총리로 임명했다. 촘베는 개인이 유능하고 서방 세력에게 반공주의자로 많은 지원을 받았지만 모로코의 하산 2세와 같은 아프리카의 많은 지도자는 촘베를 카탕가 분리독립 과정에서 제국주의자의 괴뢰라고 비판했다.
촘베의 과도정부 하에서 3월 30일 새로운 선거가 예정되었으나 선거 직전 콩고 동부와 중부에서 새로운 반란이 발발했다.

## 킬루와 심바 반란
정치 위기 시기에 독립으로 인해 중앙 정부에 대한 광범위한 부정적인 인식과 반발이 일어났다. 수도의 도둑정치와 정치적 내분으로부터 "제2의 독립"을 해야 한다는 요구가 커졌다. "제2의 독립"이라는 슬로건은 루뭄바 정부 아래 있었던 피에르 무레레를 포함해 마오주의의 영향을 받은 콩고 혁명가들이 이를 따랐다. 콩고의 정치적 불안정은 광범위한 불만이 노골적인 반란으로 이어지는 역할을 했다.

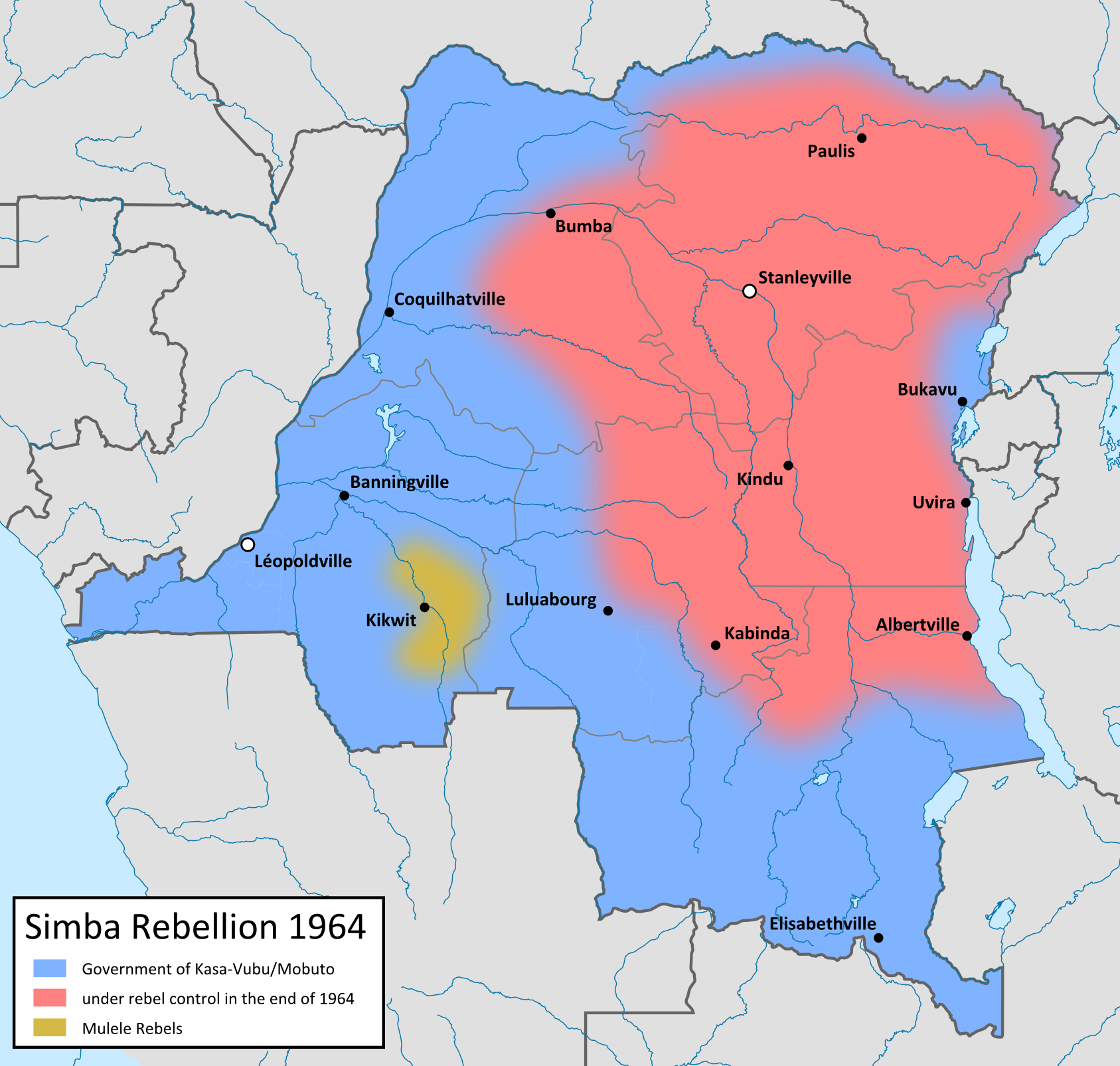
1964년 심바 반군(빨강)과 킬루 반군(노랑)이 통제한 영토

콩고 교외 지역의 혼란은 무레레가 이끄는 무룸바주의자가 펜데인과 암분두인을 선동하면서 커지기 시작했다. 1963년 말에는 콩고 동부와 중부 광범위한 지역에 불온사태가 발생했다. 1964년 1월 16일에는 킬루구의 이디오파와 군구 도시를 중심으로 킬루 반란이 일어났다. 이후 혼란과 여러 봉기가 동쪽의 키부 지방, 나중에는 알베르빌로 퍼지며 콩고 다른 지역에서도 무장 반란이 일어났고 이보다 더 큰 심바 반란이 일어났다. 반군은 영토를 확대하고 빠르게 북쪽으로 진격하기 시작해 7월과 8월에는 포트에밀턴, 스탠리빌, 파울리스, 리살라를 점령했다.
스스로를 "심바스(Simbas, 스와힐리어로 사자를 의미)라 불렀던 이 반군은 평등을 우선시하고 전반적인 사회 전체의 부 증대를 목표로 하는 공산주의 기반 포퓰리즘이지만 이념 자체는 모호했다. 대부분의 활동적인 혁명가는 반란이 정부가 주지 못한 기회를 가져다 줄 수 있기를 원하는 젊은이로 구성되었다. 심바 반군은 마법과 같은 주술을 사용해 지지자를 모으고 자신의 도덕적 규범을 따르면 총알에 무적이 될 수 있다고 믿었다. 또한 마법으로 자신을 보호하고 ANC 적들의 사기를 떨어뜨리는 소문을 내는 등 주술을 광범위하게 사용했다. 반군이 진격하면서 정치적 반대파를 제거하고 주민을 공포에 떨게 만들기 위해 점령한 영토에서 수많은 학살을 일으켰다. 스탠리빌에서만 서구화된 콩고인 약 1천~2천명이 학살당했으며 처음에는 백인과 외국인 대부분은 내버려두었다. ONUC는 반란 시작 당시 철수 중이라 약 5,500명의 병력만 있었으며 대부분은 동부 지역에 남아 있었으나 분쟁 재발발로 발이 묶였다. 고립된 서방 선교사들은 각국 대사관으로 도피했고 이들은 유엔에 도움을 요청했다. 이후 소규모 평화유지군이 모여 도망친 선교사들을 구출하기 위해 킬루 지역으로 향했다. 3월과 4월 내내 구조 작전이 이어졌고 이후 100여명의 선교사들이 성공적으로 탈출했다.
반군은 스탠리빌에서 크리스토페 지베네를 대통령으로 한 콩고 인민 공화국의 수립을 선언했다. 신국가는 소련과 중국의 지원을 받았으며, 소련은 특히 탄자니아와 마찬가지로 여러 여러 아프리카 국가와 함께 무기를 공급했다. 또한 쿠바의 지원을 받아 체 게바라가 지휘하는 100명 이상의 고문단을 파견해 심바에게 전술과 교리에 조언을 주었다. 심바 반란은 통킹만 사건으로 냉전이 크게 확대되는 시기와 일치했으며, 반란이 빠르게 무너지지 않았다면 베트남에서와 같이 미국의 본격적인 군사 개입이 일어날 수도 있다는 추측도 있다.

### 반란 진압 및 벨기에와 미국의 개입

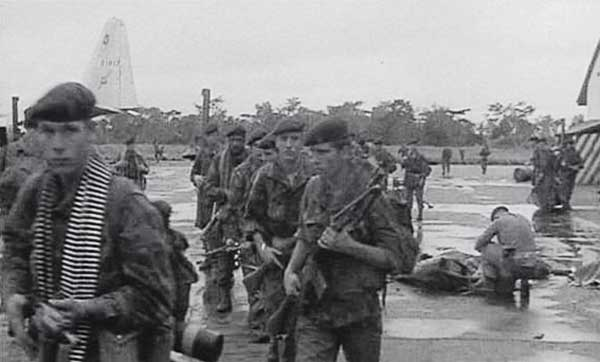
드라군 럿지 작전 직후 스탠리빌 비행장에 모여든 벨기에 낙하산병

반군이 초기에는 연이어 성공을 거뒀지만, 이후 심바 반군이 MNC-L의 기존 지지층 지역 밖으로 나가면서 지역민 저항에 부딪히기 시작했다. 또한 인민 공화국은 사회 및 경제정책을 일관되게 유지하지 못해 자기 영토도 자체적으로 유지할 수 없었다. 1964년 8월 말부터 반군은 ANC 부대에 밀리기 시작했다. 알버트빌과 리살라는 각각 8월 말과 9월 초에 정부군이 탈환했다. 모부투의 지원을 받은 촘베는 심바 반군을 밀어내기 위해 카탕가국 시절 활동했던 수많은 전 용병을 다시 소환했다. "매드 마이크" 호가 지휘하는 용병과 대부분 중부, 남부 아프리카에서 온 백인 용병단은 제5코만도군 ANC로 편제되었다. 이 부대는 ANC의 선봉대 역할을 했으며 탈환한 반군 지역에서 승인되지 않은 살인, 고문, 약탈, 강간에도 관여했다. 또한 용병대는 CIA의 물질적 지원도 받았다.
1964년 11월 심바 반군은 스탠리빌과 그 주변에 남은 백인을 전부 한 곳에 모았다. 이 백인을 도시의 빅토리아 호텔에 모아 인질로 잡아 ANC와의 협상 도구로 사용했다. 인질을 구출하기 위해 벨기에 낙하산병 대대가 미국 항공기를 타고 콩고로 날아가 개입했다. 11월 24일 진행된 드라군 럿지 작전에서 벨기에 낙하산병은 스탠리빌에 착륙해 인질을 신속하게 확보했다. 총 인질 70여명과 콩고 민간인 1천여명이 사망했지만 대다수는 대피에 성공했다. 벨기에군은 심바를 도시 밖으로 밀어내는 대신 인질을 해방하라는 명령만 받았지만 그럼에도 공격이 "회복되지 않은 동부 반군의 등을 때렸다". 심바 지도부는 혼란과 심각한 의견 불일치로 무너졌고 그베니는 한 장군을 해임한 후 그 장군에게 어깨에 총을 맞았다. 한편 벨기에 낙하산병과 민간인은 고국으로 돌아갔다. 개입의 여파로 벨기에는 신식민주의적이라는 공격을 받았다.
개입 결과 촘베는 카사부부와 모부투의 지지를 잃고 1965년 10월 총리직에서 해임되었다. 드래곤 럿지 작전 직후 ANC와 용병 부대는 스탠리빌을 점령해 심바 반란이 종식되었다. 심바 반군은 반란 기간 벨기에인 268명을 포함해 콩고인 2만명과 서양인 인질 392명을 살해했다. 심바 반군 진압 과정에선 총 수만명이 사망했다. 이럼에도 콩고 동부, 특히 남키부주에서는 1980년대까지 로랑데지레 카빌라가 이끄는 마오주의 반군이 국경을 넘나들며 심바 잔존 반군을 계속 이끌며 저항을 계속했다.

## 모부투의 2차 쿠데타
1965년 3월 치러진 총선에서 촘베의 콩고 민족 회의(CONACO)가 과반을 차지했지만 곧이어 당원 상당수가 탈당해 신당인 콩고 민주 전선(FDC)을 창당하며 하원은 CONACO가 1당이고 상원은 FDC가 1당인 정국이 불분명한 상태가 되었다. 이런 상황을 이용해 촘베를 저지하러 시도한 카사부부는 1965년 11월 반촘베파 지도자인 FDC의 에바리스테 킴바를 총리로 지명했지만 친촘베 성향의 의회가 인준을 거부했다. 카사부부는 타협점을 찾는 대신 일방적으로 킴바를 다시 총리 후보로 지명했지만 이 역시 다시 부결되며 정치적 교착상태가 지속되었다. 정부가 거의 마비된 상태에서 모부투는 1965년 11월 25일 표면적으로는 교착 상태를 막기 위함이라 주장하며 무혈 쿠데타를 일으켜 정권을 장악했다.
모부투는 국가비상사태에 해당하는 "특별체제"(régime d'exception)를 선언해 거의 절대적인 권력을 장악한 후 자신은 5년 후 민주정을 복귀시킬 것이라 주장했다. 경제적, 정치적 안정을 약속한 모부투의 쿠데타는 미국과 여러 서방 정부의 지원을 받았으며 처음에 모부투의 통치가 광범위한 인기를 얻었다. 모부투는 1966년 총리직을 폐기하고 1967년에는 의회도 해산하며 독재적인 권력을 구축했다.

## 여파와 유산

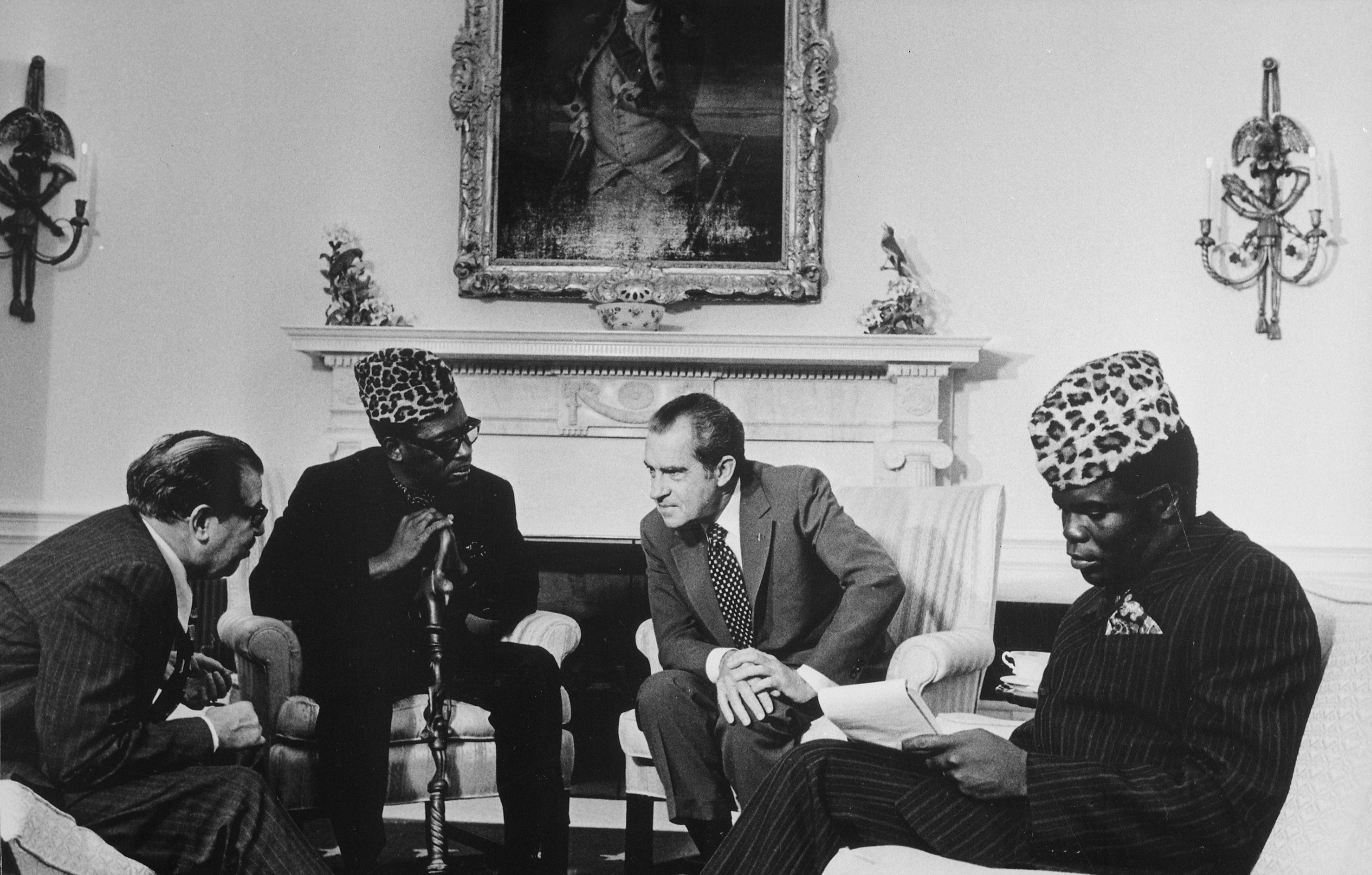
1973년 모부투가 백악관에서 리차드 닉슨 미국 대통령과 만난 모습

콩고 민주 공화국 내 유일한 정계 세력으로 남은 모부투는 콩고 내에서 자신의 지위를 공고화했다. 행정구역 상 지역 수는 점점 줄어들었고 자치권도 축소되어 고도로 중앙집중화된 국가로 변모했다. 모부투는 남은 정부 직책에도 자신의 지지자를 더 많이 임명하기 시작했다. 1967년엔 자신의 정치적 정당성을 입증하기 위해 혁명대중운동(MPR)을 창당했고 1990년까지 모부투의 신 헌법에 따라 유일한 합법정당으로 활동했다. 1971년에는 국명을 자이르로 바꾸고 거의 모든 식민지 시절 유산을 제거하기 시작했다. 또한 게카미네가 된 UMHK를 포함해 나머지 외국인 소유 자산도 국유화했다. 처음에는 성공적으로 국가를 통치했으나 모부투 정권 해체 시점에는 광범위한 정실주의, 부패, 경제 관리 실패로 얼룩졌다.
콩고 위기 이후 몇 년 간 모부투는 자신의 권력을 위협할 수 있는 수많은 위기 기간 활약한 야권 지도자를 제거할 수 있었다. 촘베는 반역죄로 기소되어 1965년 두 번째로 망명을 나갔다. 1966년과 1967년 사이에는 스탠리빌에서 카탕가 헌병 800여명과 촘베의 전 용병단이 합류한 두 차례의 반란이 일어났다. 반란은 결국 진압되었다. 1967년 촘베는 궐석재판에서 사형을 선고받았고 같은 해 알제리에서 항공기 납치를 통해 체포되었다. 1969년 촘베는 자연사했으나 그 죽음에 모부투 정부가 연루되었다는 의혹이 이어졌다. 무레레는 사면 약속을 받고 망명길에서 콩고로 귀국했으나 고문당한 후 살해당했다.

### 정치적 유산
연방주의, 정치에 있어서 민족성, 국가 권력의 중앙집권화 문제는 위기로도 해결되지 않았으며 콩고인 사이에서 한 국가라는 개념에 대한 지지가 줄어드는 원인이 되었다. 모부투는 권력의 중앙집권화를 강력 지지했으며 1965년 취한 첫 행동으로 지방을 하나로 통일하고 각 지방의 독립적인 입법력을 폐기해 무력화시켰다. 이후 중앙정부에 대한 신뢰 상실로 콩고 민주 공화국은 파탄국가에 빠졌으며 민족 및 각 지방별 연방주의를 지지하는 파벌과 폭력사태에 휘말렸다. 동부 지역의 반란은 1980년대까지 이어졌으며 콩고 동부 국경 지대는 위기 시대의 유산으로 현재도 계속 불안정한 상태이다. 위기 시기에는 반모부투 반란을 일으켰던 로랑데지레 카빌라가 1997년 모부투를 퇴진시키고 복권된 콩고 민주 공화국의 대통령에 당선되었다. 이후 그의 아들 조제프 카빌라가 이어 대통령이 되었다. 모부투 정권의 붕괴 이후 앙투안 기젱가가 통합 루뭄바주의자당(PALU)을 설립했고 2006년 총선 이후 총리로 지명되었다.
콩고 위기는 콩고 국민들 사이에 가진 집단기억 속에서도 큰 영향력을 가지고 있다. 특히 루뭄바 살해 당시는 콩고가 국제적 영역에서 존엄성을 상실해 미래를 스스로 결정할 수 있는 능력을 잃은 순간을 상징하며 이후 서구에게 통제당했다는 인식이 자리잡혀 있다. 많은 콩고인은 콩고 위기 당시 문제가 현재까지도 해결되지 않고 있으며, 콩고의 자결권도 서구의 계략에서 아직까지 되찾지 못했다고 인식하고 있다. 특히 후자의 개념이 콩고인들에게 상당한 정치에 대한 열망을 불어일으켰다.

### 역사학적 유산 및 역사적 논쟁
콩고 위기는 역사학적으로 콩고에서 극심한 무질서와 혼란 시기로 평가받는다. 또한 콩고 독립 과정을 둘러싸고 일어난 일이 재앙적이라는데 광범위한 합의를 얻고 있다. 이러한 해석은 종종 1960년 이전 벨기에 통치 하와 1965년 이후 모부투 정권 하에서는 콩고가 안정되었는데, 그 사이는 혼란스러웠다는 주장도 함께 따라온다. 벨기에 내에서는 벨기에 측이 루뭄바 살해에 동조했다는 주장이 재기되어 국가적으로 지원한 조사가 이루어져 2001년 암살에 직접 관여하지 않았으나 "도덕적 책임"이 크다는 결론이 내려졌고 공개적인 사과도 이루어졌다. 또한 대부분의 학계는 미국이 위기에 깊게 개입했다고 생각한다. 데이비드 N. 깁스 교수는 미국 외교부가 발간한 공식 사서인 《미국 외교사》에서 고의적으로 미국의 개입 정도를 축소시켰다고 비판했다.

## 국제적 중요성
콩고 위기의 혼란은 중앙아프리카를 불안정하게 만들었고 포르투갈 식민지 전쟁, 특히 이웃한 앙골라 독립 전쟁을 촉발시키는 데 큰 영향을 주었다. 앙골라 민족주의자는 오랫동안 많은 이가 망명지로 살아왔던 콩고와 밀접한 관계를 유지해왔다. 앙골라 내 콩고인의 지원을 받은 앙골라 민족주의 조직인 앙골라 민족해방전선(UPA)은 콩고 왕국을 복고시키고 식민지 시기에 설정된 국경을 변경하러는 ABAKO 계열 정치인을 지원했다. 콩고 독립이 이 과정의 첫 단계라고 믿은 UPA은 1961년 바이사 드 카상제 봉기를 일으켜 1974년까지 이어질 앙골라 분쟁의 불을 붙였다. 나중에 자이르로 국명을 바꾼 콩고 정부는 앙골라 반군에 대한 지원을 계속했고 나중에는 앙골라 내전에도 직접 개입했다.
콩고 위기는 전후 세계의 상당 부분을 만든 강대국의 본질을 단숨에 드러냈다. 이 위기는 이전 식민세력 뿐 아니라 유엔, 또한 최근에 아프리카-아시아 블록으로 합쳐진 독립국과 모스크바의 진정한 본질도 드러냈다.
이 위기로 새로 독립한 아프리카 국가는 충성도과 내부 유대를 재고했다. 특히 아프리카 각국을 파벌로 나누는 데 큰 역할을 했다. 온건 성향의 국가는 브라자빌 그룹으로 모여 프랑스어권 아프리카 국가와 프랑스 본국과의 어느 정도의 통일과 관계 유지를 요구했다. 급진적인 국가는 카사블랑카 그룹으로 모여 범아프리카의 연방화를 요구했다. 위기 시기 혼란스러운 폭력사태로 수많은 백인이 난민이 되어 북로디지아 및 남로디지아로 유입되어 이곳 백인들에게는 흑인 민족주의 정치인이 통치할 준비가 되어있지 않다는 믿음을 강화시켰고 로디지아에서 곧바로 다수 흑인의 통치가 시작되면 콩고와 비슷한 상황으로 갈 수 있다는 두려움이 일어났다. 콩고 백인 난민을 돕기 위해 로디지아 백인을 동원하여 위기에 대응하는 난민 작전도 도입되었다. 영국과의 협상이 계속해서 결렬되자 남로디지아의 백인 정부는 1965년 일방적으로 독립 선언을 했다. 또한 중앙아프리카 공화국의 유럽 이주민이 자신의 이익을 보호하기 위해 다비드 다코 정권의 강화되는 권위주의화를 지지했다. 콩고 독립의 무질서함은 1960년대 사하라 이남 아프리카의 외교 논의에서 자주 언급되었다.
카탕가의 분리주의도 아프리카에서 정치적으로 영향력이 큼이 밝혀졌다. 1965년에서 1979년 사이 일어난 차드 내전에서 차드 국민해방전선(FROLINAT)은 카탕가의 분리독립을 경험한 후 남부에서 지원을 받는 프랑수아 톰발바예 정부를 쫓아내러는 시도에서 분리주의를 명시적으로 지지하지 않는다 밝히고 "차드에는 카탕가가 없을 것"이라고 말했다. 1967년부터 1970년까지 이어진 나이지리아 내전에서 이보족 다수 거주 비아프라 지역은 나이지리아에서 독립해 북부 민족집단이 특권을 쥐고 이보족을 차별한다고 비난했다. 비아프라와 카탕가의 분리독립은 학계에서 논문으로 자주 비교당했다. 카탕가와는 달리 비아프라는 제한적으로 국제적인 공식적 인정을 받았으며 지역 석유산업과 관련된 서방 다국적 기업의 지원은 거부했다. 비아프라는 1970년 패배해 나이지리아로 재통일되었다.

## 같이 보기
- 제1차 콩고 전쟁
- 콩고 민주 공화국의 역사
- 제2차 콩고 전쟁
- 아프리카의 해

## 참고 문헌
- “1961: Lumumba Rally Clashes with UK Police”. 《On This Day》 (BBC News). 2008년 2월 19일. 2014년 7월 8일에 확인함.
- “Belgium link in Lumumba death”. BBC News. 2001년 11월 16일. 2014년 7월 11일에 확인함.
- Boulden, Jane (2001). 《Peace Enforcement: The United Nations Experience in Congo, Somalia, and Bosnia》 1판. Westport, Conn.: Praeger. ISBN 0275969061.
- Borstelmann, Thomas (1993). 《Apartheid, Colonialism, and the Cold War: the United States and Southern Africa, 1945–1952》. New York: Oxford University Press. ISBN 0195079426.
- Braeckman, Colette (2007년 1월 2일). “Antoine Gizenga ou la revanche de l'histoire”. Le Soir. 2014년 7월 8일에 확인함.
- Dietrich, Christopher R. W. (2013). “'The Sustenance of Salisbury' in the era of Decolonization: The Portuguese Politics of Neutrality and the Rhodesian Oil Embargo, 1965–7”. 《The International History Review》 35 (2): 235–255. doi:10.1080/07075332.2012.742447. S2CID 153867936.
- Dorn, A. Walter (2016). 《Air Power in UN Operations: Wings for Peace》. Military Strategy and Operational Art. Routledge. ISBN 9781317183396.
- Tom Lodge; Denis Kadima; David Pottie, 편집. (2002). 〈Democratic Republic of Congo〉. 《Compendium of Elections in Southern Africa》. Electoral Institute for Sustainable Democracy in Africa (EISA).
  - EISA (2002a). "DRC: Background to the 1965 election". In Tom Lodge, Denis Kadima & David Pottie (2002), pp. 65-66.
  - EISA (2002b). "DRC: Constitutional Crisis between Kasavubu and Tshombe". In Tom Lodge, Denis Kadima & David Pottie (2002), pp. 67-68.
- Fox, Renee C.; De Craemer, Willy; Ribeaucourt, Jean-Marie (October 1965). “"The Second Independence": A Case Study of the Kwilu Rebellion in the Congo”. 《Comparative Studies in Society and History》 8 (1): 78–109. doi:10.1017/s0010417500003911. JSTOR 177537. S2CID 145504330.
- Freund, Bill (1998). 《The Making of Contemporary Africa: The Development of African Society since 1800》 2판. Basingstoke: Palgrave-Macmillan. ISBN 9780333698723.
- Gendebien, Paul-Henry (1967). 《L'Intervention Des Nations Unies Au Congo. 1960–1964》. Berlin: Walter de Gruyter. ISBN 9783111137872.
- Gibbs, David N. (1991). 《The Political Economy of Third World Intervention: Mines, Money, and U.S. Policy in the Congo Crisis》. University of Chicago Press. ISBN 9780226290713.
- Gibbs, David N. (July 1996). “Misrepresenting the Congo Crisis”. 《African Affairs》 95 (380): 453–9. doi:10.1093/oxfordjournals.afraf.a007743. JSTOR 723578.
- Gleijeses, Piero (April 1994). “"Flee! The White Giants Are Coming!": The United States, the Mercenaries, and the Congo, 1964–65” (PDF). 《Diplomatic History》 18 (2): 207–37. doi:10.1111/j.1467-7709.1994.tb00611.x. ISSN 0145-2096. 2018년 1월 21일에 원본 문서 (PDF)에서 보존된 문서. 2014년 8월 13일에 확인함.
- De Goede, Meike J. (December 2015). “'Mundele, it is because of you' History, Identity and the Meaning of Democracy in the Congo”. 《The Journal of Modern African Studies》 53 (4): 583–609. doi:10.1017/S0022278X15000786. S2CID 232343835. ProQuest 1729455898. |id=에 templatestyles stripmarker가 있음(위치 1) (도움말)
- Gondola, Didier (2002). 《The History of Congo》. Westport, Connecticut: Greenwood. ISBN 9780313316968.
- Haskin, Jeanne M. (2005). 《The Tragic State of the Congo: From Decolonization to Dictatorship》. New York: Algora Publishing. ISBN 0875864163.
- Horn, Bernd; Harris, Stephen John, 편집. (2001). 《Warrior Chiefs: Perspectives on Senior Canadian Military Leaders》 illurat판. Dundurn. ISBN 9781550023510.
- Iandolo, Alessandro (2012년 5월 14일). “The rise and fall of the 'Soviet Model of Development' in West Africa, 1957–64” (PDF). 《Cold War History》 12 (4): 683–704. doi:10.1080/14682745.2011.649255. S2CID 154159207. 2023년 11월 19일에 원본 문서 (PDF)에서 보존된 문서. 2023년 5월 4일에 확인함.
- Jullien, Maud (2013년 8월 11일). “Katanga: Fighting for DR Congo's cash cow to secede”. 《BBC Africa》. BBC. 2014년 7월 11일에 확인함.
- Kalck, Pierre (1971). 《Central African Republic: A Failure in De-Colonisation》. translated by Barbara Thomson. London: Pall Mall Press. ISBN 0-269-02801-3.
- Marmon, Brooks (2021년 8월 4일). “Operation Refugee: the Congo Crisis and the end of humanitarian imperialism in Southern Rhodesia, 1960” (PDF). 《Cold War History》 22 (2): 131–152. doi:10.1080/14682745.2021.1933950. hdl:2263/84772. S2CID 238771239. 2023년 11월 19일에 원본 문서 (PDF)에서 보존된 문서. 2022년 12월 30일에 확인함.
- Meredith, Martin (1984). 《The First Dance of Freedom: Black Africa in the Postwar Era》 1 US판. London: Hamish Hamilton. ISBN 9780241113400.
- Mockler, Anthony (1986). “Soldiers of Fortune: 5 Commando, the Congo 1964–65”. 《Orbis》 1 (6). The Elite. 116–120면. ISSN 0030-4387.
- Mwakikagile, Godfrey (2014). 《Statecraft and Nation Building in Africa: A Post-colonial Study》. Dar es Salaam: New Africa Press. ISBN 9789987160396.
- Nugent, Paul (2004). 《Africa since Independence: A Comparative History》. New York: Palgrave-MacMillan. ISBN 9780333682739 – the Internet Archive 경유.
- Nzongola-Ntalaja, Georges (2007). 《The Congo, From Leopold to Kabila: A People's History》 3판. New York: Palgrave. ISBN 9781842770535.
- Olivier, Lanotte (2010년 4월 6일). “Chronology of the Democratic Republic of Congo/Zaire (1960–1997)”. 《Mass Violence and Resistance – Research Network》. Paris Institute of Political Studies. 2021년 7월 12일에 원본 문서에서 보존된 문서. 2023년 11월 18일에 확인함.
- Packham, Eric S. (1996). 《Freedom and Anarchy》 illurat판. Nova Publishers. ISBN 9781560722328.
- Pakenham, Thomas (1992). 《The Scramble for Africa: the White Man's Conquest of the Dark Continent from 1876 to 1912》 13판. London: Abacus. ISBN 9780349104492.
- Renton, David; Seddon, David; Zeilig, Leo (2007). 《The Congo: Plunder and Resistance》. London: Zed Books. ISBN 9781842774854.
- Stanard, Matthew G. (2018). “Revisiting Bula Matari and the Congo Crisis: Successes and Anxieties in Belgium's Late Colonial State”. 《The Journal of Imperial and Commonwealth History》 46 (1): 144–168. doi:10.1080/03086534.2017.1390895. S2CID 159876371.
- Struelens, Michel (1978). 《The United Nations in the Congo, Or O.N.U.C., and International Politics》 1판. Brussels: Max Arnold. OCLC 2618699.
- Stapleton, Tim (2017). 〈Refugee-warriors and other people's wars in post-colonial Africa: the experience of Rwandese and South African military exiles (1960–94)〉.   Falola, Toyin; Mbah, Emmanuel. 《Dissent, Protest and Dispute in Africa》. New York City: Routledge. ISBN 978-1-138-22003-4. 2023년 3월 1일에 원본 문서에서 보존된 문서. 2021년 7월 15일에 확인함.
- Turner, Thomas (2007). 《The Congo Wars: Conflict, Myth, and Reality》 2판. London: Zed Books. ISBN 9781842776889 – the Internet Archive 경유.
- United Nations Security Council. “UN Resolution 169”. 《United Nations Documents》. 2014년 7월 8일에 확인함.
- Verhaegen, Benoît (1967). “Les rébellions populaires au Congo en 1964” (PDF). 《Cahiers d'études africaines》 7 (26): 345–59. doi:10.3406/cea.1967.3100. ISSN 0008-0055. 2015년 9월 24일에 원본 문서 (PDF)에서 보존된 문서.
- Whelan, Michael (2006). 《The Battle of Jadotville: Irish Soldiers in Combat in the Congo 1961》 (PDF). Dublin: South Dublin Libraries. ISBN 9780954766061.
- Willame, Jean-Claude (1972). 《Patrimonialism and Political Change in the Congo》. Stanford: Stanford University Press. ISBN 0-8047-0793-6.
- De Witte, Ludo (2002). 《The Assassination of Lumumba》 Trans.판. London: Verso. ISBN 1859844103.
- Wood, J. R. T. (2005). 《So Far and No Further! Rhodesia's Bid For Independence During the Retreat From Empire 1959–1965》. Victoria, British Columbia: Trafford Publishing. ISBN 9781412049528.
- Young, Crawford (2015). 《Politics in Congo: Decolonization and Independence》 reprint판. Princeton University Press. ISBN 9781400878574.
- Young, Crawford (1966). “Post-Independence Politics in the Congo”. 《Transition》 (Indiana University Press) (26): 34–41. doi:10.2307/2934325. JSTOR 2934325.
- Zeilig, Leo (2008). 《Lumumba: Africa's Lost Leader》. London: Haus. ISBN 9781905791026.

## 추가 읽기
- Gérard-Libois, Jules (1966). 《Katanga Secession》. Trans. Young, Rebecca. Madison: University of Wisconsin Press. OCLC 477435.
- Hughes, Matthew (September 2003). “Fighting for White Rule in Africa: The Central African Federation, Katanga, and the Congo Crisis, 1958–1965” (PDF). 《The International History Review》 25 (3): 592–615. doi:10.1080/07075332.2003.9641007. JSTOR 40109400. S2CID 154862276.
- Kaplan, Lawrence S. (April 1967). “The United States, Belgium, and the Congo Crisis of 1960”. 《The Review of Politics》 29 (2): 239–256. doi:10.1017/s0034670500023949. JSTOR 1405667. S2CID 146425671.
- Loffman, R. A. "Religion, Class and the Katangese Secession, 1957–1962".  In Church, State and Colonialism in Southeastern Congo, 1890–1962 (Palgrave Macmillan, 2019).
- Namikas, Lise (2013). 《Battleground Africa: Cold War in the Congo, 1960–1965》. Washington, D.C.: Woodrow Wilson Center Press. ISBN 978-0-8047-8486-3.
- O’Malley, Alanna. The diplomacy of decolonisation: America, Britain and the United Nations during the Congo crisis 1960–1964 (2018).
- Passemiers, Lazlo. Decolonisation and Regional Geopolitics: South Africa and the ‘Congo Crisis’, 1960–1965  (Routledge, 2019).
- Weiss, Herbert (April 2012). “The Congo's Independence Struggle Viewed Fifty Years Later”. 《African Studies Review》 55 (1): 109–115. doi:10.1017/s0034670500023949. JSTOR 41804131. S2CID 146425671.